# HMS Drake
HMS Drake bio je britanski vojni brod u Američkom ratu za neovisnost. Brod je imao 20 topova koji bi ispaljivali vrlo učinkovite bombe. HMS Drake osvojen je 24. travnja 1778. u borbi s brodom Ranger kojim je zapovijedao John Paul Jones. 40 članova posade uključujući i zapovjednika Georgea Burdona ubijeno je. To je bila prva vojna pobjeda Amerikanaca u britanskim vodama.